# 5-(Noniloksi)triptamin
5-(Noniloksi)triptamin je derivat triptamina koji deluje kao selektivni agonist  serotoninskog receptora. Povećanje dužine O-alkoksi lanca u ovoj seriji generalno povećava potentnost i selektivnost za . Najveću aktivnost je utvrđeno da ima noniloksi derivat, koji ima  afinitet vezivanja od 1.0 nM, i koji je oko 300x selektivniji nego za srodni  receptor.

## Literatura
1. ↑  Glennon RA, Hong SS, Dukat M, Teitler M, Davis K (1994). „5-(Nonyloxy)tryptamine: a novel high-affinity 5-HT1D beta serotonin receptor agonist”. Journal of Medicinal Chemistry. 37 (18): 2828—30. PMID 8071931. doi:10.1021/jm00044a001.
2. ↑  Glennon RA, Hong SS, Bondarev M, Law H, Dukat M, Rakhi S, Power P, Fan E, Kinneau D, Kamboj R, Teitler M, Herrick-Davis K, Smith C (1996). „Binding of O-alkyl derivatives of serotonin at human 5-HT1D beta receptors”. Journal of Medicinal Chemistry. 39 (1): 314—22. PMID 8568822. doi:10.1021/jm950498t.

|  | Molimo Vas, obratite pažnju na važno upozorenje u vezi sa temama iz oblasti medicine (zdravlja). |